# Крох, Ежи
Ежи Крох (пол. Jerzy Kroh; 28 августа 1924 года, Варшава, Польша — 15 февраля 2016 года) — польский химик, профессор, создатель лодзинской школы радиационной химии, ректор Лодзинской Политехники (1981—1987), действительный член Польской академии наук.

## Биография
Во время оккупации учился в подпольной школе им. Стефана Батория, где в 1942 году сдал экзамены на аттестат зрелости. В 1947 году закончил химический факультет Лодзинской Политехники. В 1950 году получил польскую степень доктора наук, а в 1960 году в Университете Лидса, английскую. Титул профессора химических наук получил в 1963 году.
В 1962 году создал кафедру радиационной техники (затем Институт радиационной техники), которой руководил до 1994 года.
Являлся первым председателем Польского общества радиационных исследований имени Марии Склодовской-Кюри (1969—1973), (1979—1983).
В 1981—1987 годах — ректор Лодзинской Политехники. В 1996—1998 годах вице-президент города Лодзь по науке и образованию. Автор или соавтор около 400 научных публикаций и нескольких десятков книг.

## Награды и премии
- Командорский и кавалерский кресты ордена Polonia Restituta.
- Медаль комиссии народного образования.
- Орден Священного сокровища класса «золотая и серебряная звезда» (Япония)
- Медаль Ежи Снядетского
- Действительный член Польской академии наук
- Почётный член Королевского общества Эдинбурга
- Доктор honoris causa:

- Университет Лидса
- Университет Стратклайда
- Павийский университет